# Pitkachi
Pitkachi (Pitkati), pleme američkih Indijanaca porodice Mariposan, nastanjeno na južnoj obali rijeke San Joaquin u Kaliforniji, gdje su im se nalazila sela Kohuou (blizu Herndona ili Sycamore), Weshiu i Gawachiu. Pripadaju skupini Chauchila Yokutsa, užem ogranku Northern Valley Yokuts. Pitkachi su s Heuchima i Chauchilama smejšteni na rezervat Tule River, gdje su i nestali.